# Cyrille Regis
Cyrille Regis (Maripasoula, 9 febbraio 1958 – West Bromwich, 14 gennaio 2018) è stato un calciatore francese naturalizzato inglese, di ruolo attaccante.

## Biografia
È scomparso all'età di 59 anni a causa di un attacco cardiaco.

## Palmarès

### Club

#### Competizioni nazionali
- Coppa d'Inghilterra: 1

Coventry City: 1986-1987

### Individuale
- Giovane dell'anno della PFA: 1

1978-1979